# Denis Robert
Pour les articles homonymes, voir Robert.
Denis Robert, né le 9 mai 1958 à Moyeuvre-Grande (Moselle), est un journaliste et écrivain français. Spécialiste du journalisme d'enquête, il est également l'auteur de romans, de films documentaires et d'essais.
Journaliste durant douze ans à Libération, il se lance dans une carrière d'écrivain en 1995, décrivant dans ses ouvrages ses enquêtes sur les affaires Clearstream 1 et 2. Ces ouvrages lui valent une série de procès en diffamation de la part de Clearstream ; condamné en première instance puis en appel, Robert obtient une relaxe totale en cassation sur la plupart des dossiers, n'étant plus condamné qu'à un euro symbolique en faveur du plaignant concernant la première affaire.
D'avril 2019 à septembre 2020, il dirige la rédaction du pure player Le Média, avant d'être écarté. En janvier 2021, il crée sa propre web TV, Blast.

## Biographie
Denis Robert est né en Lorraine, fils d'un père électricien et d'une mère couturière. Il suit des études de psycholinguistique et obtient un DEA de psychologie sociale. 

### 1983-1995Libération
Après avoir lancé un fanzine en Lorraine, Santiag, en 1982, il rejoint la rédaction du mensuel Actuel où il reste une année. Il intègre fin 1983 Libération où il est journaliste durant douze ans, d'abord en tant que correspondant dans l'est de la France (il couvre notamment l'affaire Grégory, à laquelle il consacre plus d'une centaine d'articles et un livre) puis chargé des affaires politico-financières du service « Société ». Il publie deux romans, Chair Mathilde en 1991 (sur l'affaire Simone Weber), et Je ferai un malheur en 1994. Il démissionne en 1995 pour consacrer son temps à son travail d'écrivain.

### 1995-2001 Journaliste indépendant et écrivain
C'est un essai, Pendant les affaires, les affaires continuent, qui le fait connaître à un plus grand public au début de l'année 1996. 
Le 1er octobre 1996, Denis Robert réunit sept magistrats anti-corruption pour lancer l'Appel de Genève pour la création d'un espace judiciaire européen. Cet appel fait l'objet d'un livre, La Justice ou le Chaos, paru la même année. Suivent une dizaine de romans et autant d'essais, dont ses enquêtes sur Clearstream.
Fin 1997, Denis Robert cherche également à dénoncer les conséquences du système économique capitaliste pour les plus démunis. Dans Portrait de groupe avant démolition, Denis Robert présente et illustre un recueil de photographies de sans domicile fixe prises sur le vif par l'un des leurs, René Taesch.

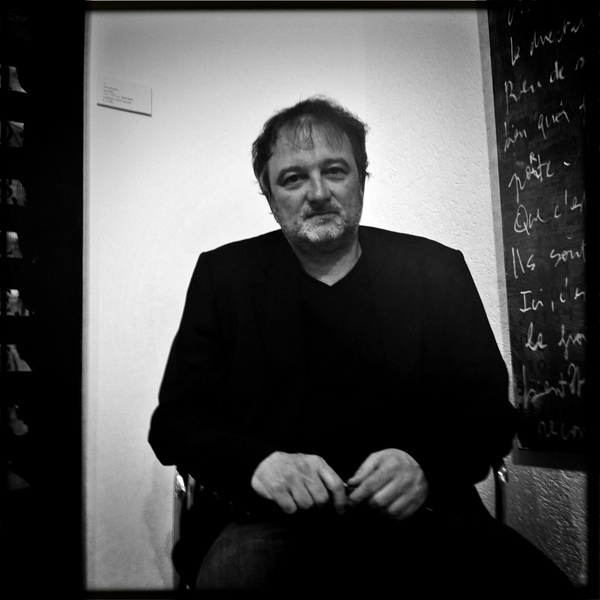
Denis Robert en juin 2011 au grand-duché de Luxembourg lors du vernissage d'une exposition.

Il réalise ou coréalise également cinq documentaires pour le cinéma, d'abord, avec le cinéaste Philippe Harel, Journal intime des affaires en cours (1998), pour la télévision : Le Cahier (1999), Les dissimulateurs (2001), Histoire clandestine (2002), L'affaire Clearstream racontée à un ouvrier de chez Daewoo (2003).
Durant cette période, Denis Robert écrit plusieurs romans : Le Bonheur, roman sur une relation sado-masochiste écrit en 2000 et traduit en quatorze langues, Une ville publié en 2003, et La Domination du monde édité en 2006. Il a également publié en 2006 un roman sur le football, Le Milieu du terrain, objet de plusieurs procès ; un livre-enquête sur le corbeau de l'affaire Clearstream, Clearstream, l'enquête, interdit à la vente et retiré des librairies pendant près d'un mois.

### 1998-2008 Affaires Clearstream

#### Affaire Clearstream 1

##### Résumé
L'année 1996 est celle de l'Appel de Genève, une demande émise par des grands magistrats anti-corruption pour un espace judiciaire européen dans le but de lutter contre les malversations financières. Dans ce contexte, Denis Robert débute en 1998 une enquête sur la chambre de compensation internationale Clearstream, alors inconnue du grand public.
Denis Robert rencontre plusieurs personnalités liées à ce groupe, parmi lesquelles Ernest Backes, un fondateur de Clearstream. Un ancien responsable informatique et vice-président de la firme, Régis Hempel, explique qu'une partie de ses activités a consisté à effacer les traces de transactions sensibles.
Révélation$ sort en février 2001. Denis Robert y accuse Cedel International (devenu Clearstream entre-temps) d'être l'une des plates-formes majeures de la dissimulation de transactions financières au niveau mondial. Il poursuit sa dénonciation en coréalisant avec Pascal Lorent un film Les Dissimulateurs dans le cadre de 90 Minutes, l'émission d'enquête de Canal+. La mission parlementaire sur le blanchiment d'argent présidée par Vincent Peillon et Arnaud Montebourg se saisit des révélations. Les témoins convoqués confirment les révélations du livre.
Sous la pression, une information judiciaire est ouverte au Luxembourg. André Lussi, PDG de Clearstream, est mis à pied et Clearstream est racheté par le groupe allemand Deutsche Börse, ce qui lui permet de maîtriser les marchés européens de bout en bout. La Deutsche Börse indemnise André Lussi mais maintient les poursuites judiciaires contre Denis Robert en embauchant Richard Malka, avocat de Charlie Hebdo (entre autres).
De ces développements, Denis Robert tire un second récit, La Boîte noire, et un second film, L'Affaire Clearstream racontée à un ouvrier de chez Daewoo, diffusé par Canal+.

##### Procédures judiciaires
À la suite de la publication du livre Révélation$, Denis Robert et Ernest Backes affrontent 31 procès en diffamation. Les plaintes sont déposées par Clearstream ainsi que par la banque russe Menatep de Mikhaïl Khodorkovski et la Banque générale du Luxembourg dans divers pays dont la France, la Belgique, la Suisse et le Canada.

###### Procédures en France
Clearstream dépose trois plaintes pour diffamation contre Denis Robert, l'une pour son livre Révélation$, la deuxième pour son livre La Boîte noire et la dernière pour le documentaire diffusé sur Canal+ Les Dissimulateurs, tous portant sur les activités de blanchiment d’argent sale de Clearstream.
Le 29 mars 2004, la 17e chambre du tribunal correctionnel de Paris condamne pour diffamation Denis Robert, à la fois pour son livre et pour le documentaire, qu'il avait réalisé sur les activités de l'institution financière, mais la même chambre avait rejeté la plainte de Clearstream contre La Boite Noire en octobre 2003. Clearstream et Denis Robert font appel des décisions qui leur sont défavorables.
Le 4 décembre 2006, Denis Robert est condamné à 1 500 euros de dommages et intérêts pour ses propos dans VSD envers Clearstream. L'écrivain fait appel de cette condamnation invoquant le fait que l'entretien dans VSD était tronqué. Il a par ailleurs gagné tous les procès intentés par Clearstream contre ses entretiens ou articles parus ou diffusés par France 2, Le Point, Le Nouvel Observateur ou sur différents sites web.
En 2008, la cour d’appel de Paris condamne Denis Robert dans les trois affaires.
Des pourvois en cassation sont formés par Clearstream qui estime que ces décisions violent la Convention européenne des droits de l'homme, car elles lui interdisent abusivement une action en justice. La société luxembourgeoise estime en effet être dans l'impossibilité de se faire représenter par une personne physique dans cette procédure judiciaire française, puisqu'elle est obligée, conformément à la législation luxembourgeoise, d'être dirigée par un conseil d'administration par nature collégial. Le 23 mai 2006, le rejet de ces deux pourvois en cassation est demandé par l'avocat général près la Cour de cassation Francis Fréchède. Ce dernier estime que Clearstream aurait pu utiliser la procédure civile, dans laquelle il n'est pas obligatoire d'être représenté par une personne physique pour agir.
Enfin, en février 2011, Denis Robert remporte une victoire judiciaire dans les trois affaires devant la Cour de cassation, qui met en avant le sérieux de l’enquête, la liberté d’expression et l’intérêt général. L'arrêt no 106 du 3 février 2011 de la Cour de cassation « casse et annule en toutes ses dispositions » la décision de la Cour d'appel, rejetant tous les arguments de Clearstream. Les juges observent que « l'intérêt général du sujet traité et le sérieux constaté de l'enquête, conduite par un journaliste d'investigation, autorisaient les propos et les imputations litigieux, la cour d'appel a violé les textes susvisés », annulant les condamnations précédentes de Denis Robert. La Cour de cassation précise « que la liberté journalistique comprend, lorsque est en cause un débat public d’intérêt général, le recours possible à une certaine dose d’exagération, voire de provocation dans le débat ».
Denis Robert estime que cette décision est également une réponse aux attaques que Richard Malka et Philippe Val ont portées contre lui,.

###### Procédures au Luxembourg
En 2006, Denis Robert est inculpé au Luxembourg pour injure, calomnie et diffamation. La plainte vise la dénonciation dans le livre Révélation$ d'une transaction entre la banque BCCI et la BGL. Denis Robert a qualifié ce transfert d’« illégal », alors qu’une décision d’un tribunal de Luxembourg l’autorisait.
Les soutiens de Denis Robert soulignent que les mêmes plaintes de la BGL ont déjà été déboutées en France à deux reprises. La Cour de cassation a donné raison à la BGL et les procédures vont donc reprendre[réf. nécessaire].
Denis Robert est également poursuivi par Clearstream en même temps que Florian Bourges, ex-auditeur d'Arthur Andersen qui avait utilisé des fichiers de Clearstream et les avait remis à Denis Robert. Ce même don de document vaut à Robert une mise en examen en France pour recel de vol et d'abus de confiance dans le cadre d'une plainte déposée à Paris par Clearstream.
En 2016, il ne reste plus que deux procédures pendantes, toutes les deux en appel : l'une après un jugement favorable à Clearstream (un euro symbolique), l'autre défavorable à la firme (relaxe de Denis Robert). Les juges ont considéré « les allégations bien fondées et étayées par de solides arguments »[réf. nécessaire].

#### Affaire Clearstream 2
En février 2003, le trader-informaticien Imad Lahoud, missionné par la DGSE, rencontre, à Metz, Denis Robert pour sa connaissance du système Clearstream. L'écrivain lui remet un listing non falsifié de comptes de Clearstream. Des noms y seront ensuite ajoutés.
En mars-avril 2006, Denis Robert devient un des protagonistes principaux de l'affaire du corbeau survenue en marge de l'affaire des frégates de Taïwan (dite « affaire Clearstream 2 »). Le 8 juillet 2004, dans Le Point, Denis Robert écrit : « Si on laisse les juges faire leur travail et si le corbeau reste vivant et actif, les révélations vont pleuvoir et le scandale irrémédiablement enfler ». Il veut alors signifier par là que la première lettre du corbeau ne comprenait pas que des invraisemblances et révélait un fonctionnement jusqu'alors caché de Clearstream. Le juge Van Ruymbeke conclut plus tard à une manipulation. À la suite de la plainte et la constitution de partie civile de Nicolas Sarkozy en janvier 2006, l'affaire devient une affaire d'État avec la mise en examen de Jean-Louis Gergorin, ancien dirigeant d'EADS, d'Imad Lahoud, de Florian Bourges et de Denis Robert.
Dans une fin non publiée de son dernier livre La Domination du monde postée sur son blog, il met en scène un « corbeau » écrivant à un juge d'instruction à l'issue d'une vaste enquête d'un journaliste contre une multinationale de la finance.
Le 22 juin 2006, Edwy Plenel, partie civile dans l'affaire du corbeau (affaire Clearstream 2), met en cause Denis Robert lors de son interrogatoire par les juges d'instruction. Denis Robert lui répond sur son blog, indiquant que Plenel cherchait bassement à régler des comptes personnels.
Le domicile de Denis Robert est perquisitionné le 12 octobre 2006. Le procureur de la République de Paris annonce le 29 octobre 2006 avoir requis la mise en examen du journaliste et de son informateur Florian Bourges pour recel d'abus de confiance et pour détention et usage des documents bancaires issus de Clearstream.
Denis Robert est convoqué le 12 décembre 2006 en vue de sa mise en examen par les juges d'instruction d'Huy et Pons pour « recel de vol et abus de confiance ». Florian Bourges est mis en examen pour « abus de confiance » quatre jours avant. Il avait désigné Imad Lahoud comme le falsificateur des listings.
« C'est nous qui débloquons l'instruction et c'est nous qui servons aujourd'hui de fusible. Rarement la justice a autant été instrumentalisée à des fins politiques », déclare Robert à sa sortie du Palais. La mise en examen de l'écrivain résulte directement de la plainte de Clearstream, qui aurait pu être classée sans suite si le Parquet général de Paris l'avait décidé. Le procureur général de Paris est Laurent Le Mesle, ancien conseiller de justice de Jacques Chirac à l'Élysée.
Le 28 janvier 2010, il est relaxé par le tribunal qui considère qu'il ne faisait que son métier de journaliste.
Dans un entretien au journal Siné Hebdo, il déclare : « J'étais poursuivi pour « recel de vol » mais le tribunal l'a justifié en indiquant qu'il y avait un intérêt supérieur qui s'appelle le devoir « d'informer le public sur un sujet d'intérêt général ». C'est une décision importante pour l'ensemble des journalistes. »
Entre 2008 et 2011, Denis Robert, Yan Lindingre et Laurent Astier collaborent à la bande dessinée L'Affaire des affaires, documentaire-BD en quatre tomes concernant l'affaire Clearstream. Les deux premiers tomes reçoivent en 2010 le prix France Info de la Bande dessinée d'actualité et de reportage.
À partir de 2008, à la suite des différents procès qui sont engagés contre lui, Denis Robert décide d'arrêter de s'exprimer à propos de Clearstream : il serait, selon lui, sujet à trop de pression. Télérama écrit : « En Russie, pour réduire les journalistes au silence, on envoie des tueurs ; dans les vraies démocraties, on demande à la justice de faire le boulot »,.

### 2019-2020: Le Media
Robert intègre le 17 avril 2019 l'équipe du pure player Le Média, et succède ainsi à Aude Lancelin au poste de directeur de la rédaction,.
En septembre 2020, il est écarté de la direction de la rédaction du Média en raison de désaccords avec l'équipe. Le président de l'entreprise de presse Le Média, Julien Théry, lui reproche « une conception trop classique et hiérarchique de la fonction ». Selon un communiqué de la Société des journalistes du Média, signé aussi par d'autres salariés, « au fil du temps, la gestion des tâches d’encadrement assumées par Denis Robert a donné lieu à de nombreuses tensions et instauré un climat délétère au sein du collectif de travail. Le directeur de la rédaction n’a pas jugé bon d’y remédier, malgré les nombreux signaux d’alerte ». Dans un entretien à Télérama, Denis Robert estime avoir été « victime d'un procès stalinien » et déclare que certains journalistes du Média « sont des sortes de crypto-communistes, qui ne voulaient simplement pas de chef ». Il gagne aux prud’hommes contre Le Média en premier ressort dans un jugement rendu le 24 mars 2022.

### depuis 2021: Blast
La chaîne Youtube Blast est fondée par une équipe de journalistes menée par Denis Robert et Elise Van Beneden au début de l'année 2021, grâce à une campagne de financement participatif sur la plate-forme KissKissBankBank.
Une enquête en deux volets publiée par Arrêt sur images en juin 2023 décrit des pratiques de management brutales de la part de Denis Robert et son entourage à Blast, sur la base d'une douzaine de témoignages d'anciens et actuels membres de l'équipe. Les difficultés internes auraient notamment conduit au licenciement du journaliste Serge Faubert et du producteur Thomas Bornot, ce dernier étant entré en dépression, et la médecine du travail est intervenue en 2022. La direction de Blast, cependant, conteste ou minimise les faits. Un droit de réponse est publié le 29 juin 2023 par Arrêt sur images et sur le site de Blast.

## Vie privée
Il est le père de deux filles, Nina et Loulou Robert, née en 1992, et d'un garçon Nell. Il est par ailleurs peintre.

## Autour des affaires Clearstream
La fille aînée de Denis Robert, Nina, réalise en 2019 un film consacré à la façon dont les affaires Clearstream et leurs multiples procédures ont affecté, pendant dix ans, la famille Robert.
Ce documentaire de 52 minutes, intitulé Clearstream et moi, est présenté en avant-première au Festival des créations télévisuelles de Luchon en février 2020 et diffusé sur France 3 Paris Île-de-France en septembre 2020 dans la série documentaire Les désobéissants,.

## Incarnation au cinéma
L'Enquête, film à suspense français écrit et réalisé par Vincent Garenq, sorti en février 2015, qui raconte l'enquête de Denis Robert dans les méandres financiers de ce qui deviendra les affaires Clearstream, en résistant aux intimidations, fait partie des films français et américains plébiscitant les « personnages de journalistes défendant les principes démocratiques et la transparence » à travers une pratique combative du journalisme d'investigation.

## Prises de position
Le 8 avril 2016, dans l'émission Ce soir (ou jamais !), Denis Robert affirme qu'il n'est pas anti-capitaliste, que le capitalisme est « ce qu'on a trouvé de moins pire... le problème, c'est la redistribution ».

## Œuvres

### Publications

#### Romans
- Chair Mathilde, Paris, Bernard Barrault, 1991 (ISBN 978-2-7360-0127-8)
- Je ferai un malheur, Paris, Fayard, 1995, 220 p. (ISBN 2-213-59456-2)
- Notre héros au travail, Paris, Fayard, 1998, 262 p. (ISBN 2-213-59708-1)
- Tout va bien puisque nous sommes en vie, Paris, Stock, 1998, 262 p. (ISBN 2-234-05026-X)
- Le Bonheur, Paris, Les Arènes, 2000  (ISBN 2-912485-10-X)
- Une ville, Paris, Julliard, 2003  (ISBN 2-260-01559-X)
- Le Milieu du terrain, Paris, Les Arènes, 2005  (ISBN 2-35204-003-5)
- La Domination du monde, Paris, Julliard, 2006  (ISBN 2-260-01707-X)
- Une affaire personnelle, Paris, Flammarion, 2008  (ISBN 978-2-0812-0869-8)
- Dunk, Paris, Julliard, 2009  (ISBN 978-2-260-01727-1)
- Les Rapports humains, Paris, Julliard, 2017  (ISBN 978-2-260-02999-1)

#### Essais
- La Justice ou le Chaos, Paris, Stock, 1996  (ISBN 2-234-04657-2)
- Pendant les « affaires », les affaires continuent, Paris, Stock, 1996  (ISBN 2-234-04644-0)
- Portrait de groupe avant démolition (avec René Taesch), Paris, Stock, 1997  (ISBN 2-234-04828-1)
- Journal intime des affaires en cours (avec Philippe Harel), Paris, Stock, 1998  (ISBN 2-234-04962-8) [script du documentaire télévisé correspondant]
- Révolte.com, Paris, Les Arènes, 2000  (ISBN 2-912485-11-8)
- Révélation$ (avec Ernest Backes), Paris, Les Arènes, 2001  (ISBN 2-912485-28-2)
- La Boîte noire, Paris, Les Arènes, 2002  (ISBN 2-912485-38-X)
- Deux heures de lucidité : entretien avec Noam Chomsky : Sienne, le 22 novembre 1999, compléments Paris-Boston par e-mail (avec Weronika Zarachowickz), Paris, Les Arènes, 2002  (ISBN 978-2-912485-12-0)
- Clearstream, l'enquête, Paris, Les Arènes & Julliard, 2006  (ISBN 2-352-04022-1)
- Au cœur de l'affaire Villemin : mémoires d'un rat, Paris, Hugo, 2006  (ISBN 2-7556-0112-4)
- Tout Clearstream, Paris, Les Arènes, 2011  (ISBN 978-2-35204-154-2) [contient : Révélations, La Boîte noire, Clearstream : l'enquête]
- Vue imprenable sur la folie du monde, Les Arènes, 2013  (ISBN 978-2-35204-279-2).
- Mohicans, Paris, Julliard, 2015  (ISBN 978-2-260-02901-4) [concerne l'histoire des périodiques Charlie-hebdo et Hara-kiri]
- J’ai tué le fils du chef : affaire Grégory : le roman de la Vologne 1984-2018, Paris, Hugo, 2018  (ISBN 978-2-7556-3640-6)[59]
- Les Prédateurs (avec Catherine Le Gall), Cherche Midi, 2018  (ISBN 978-2-7491-5593-7)
- Larry et moi. Comment Blackrock nous aime, nous surveille et nous détruit, Massot, 2020  (ISBN 978-2-380-35283-2)
- Travailleur médiatique : Résister à la fabrication du consentement (préf. Alain Damasio), Massot, 2021, 446 p. (ISBN 9782380353327)

#### Participations et préfaces
- Juan Branco, Crépuscule : Macron et les oligarques : l'enquête vérité, Vauvert, Au diable vauvert-Massot Editions, 2019, 312 p. (ISBN 979-10-307-0260-6) (version mise à jour et augmentée de la version PDF).
- Collectif, Résistons ensemble, pour que renaissent les jours heureux, Massot Éditions, 27 mai 2020, PDF (ISBN 9782380352726, lire en ligne), p. 11-14.
- Romain Molina, La Mano Negra, préface de Denis Robert, Hugo poche, mai 2019  (ISBN 9782755641912).

#### Bandes dessinées et autres publications
- Yvan et la banquière[60] (dessins de Thomas Clément), Paris, Dargaud, 2005  (ISBN 2-205-05559-3)
- Dominations (avec Philippe Pasquet), Paris, Hugo, 2006  (ISBN 2-7556-0089-6)
- Convocation à la mise en examen des œuvres de Denis Robert, Galerie W, 2008
- L'Affaire des affaires. 1 : L'Argent invisible (dessins de Laurent Astier et Yan Lindingre, Paris, Dargaud, 2009  (ISBN 978-2-205-06188-8)
- L'Affaire des affaires. 2 : L'Enquête[61] (dessins de Laurent Astier), Paris, Dargaud, 2009  (ISBN 978-2205-06304-2)
- L'Affaire des affaires. 3 : Clearstream manipulation[62] (dessins de Laurent Astier), Paris, Dargaud, 2011  (ISBN 978-2205-06681-4)
- L'Affaire des affaires. 4 : Justice[63] (dessins de Laurent Astier), Paris, Dargaud, 2011  (ISBN 978-2-205-06867-2)
- Dunk. 1 : Naissance d'un héros (dessins de Franck Biancarelli), Paris, Dargaud, 2013  (ISBN 978-2-205-07020-0)
- L'Affaire des affaires : L'Intégrale (dessins de Laurent Astier et Yan Lindingre), Paris, Dargaud, 2015  (ISBN 978-2-205-07325-6)
- Le Circuit Mandelberg (dessins de Franck Biancarelli), Paris, Dargaud, 2015  (ISBN 978-2205-07498-7) [adaptation de Dunk]
- Grand Est (dessins de Franck Biancarelli), Paris, Dargaud, 2016  (ISBN 978-2205-07539-7) [adaptation de Vue imprenable sur la folie du monde]

### Filmographie

#### Télévision
- Journal intime des affaires en cours (1998)
- Le Cahier (2000)
- Les Dissimulateurs (2001)
- Histoire clandestine de ma région, avec Gilles Cayatte (2001)
- L'Affaire ClearStream racontée à un ouvrier de chez Daewoo (2002)
- Les Munch soudés à jamais (2013)
- Mortelle épopée, avec Gilles Cayatte (2014)
- Cavanna, même pas mort (2015) [52 minutes réalisé pour la télévision avec sa fille Nina Robert]
- Une vie d'Annette (2018), sur Anne Beaumanoir, réalisé avec Nina Robert, coproduit par Citizen Films et France 3[64]
- Ennemis publics (2019), où il est notamment question des affaires Farouk Ben Abbes, Kamel Daoudi et Farid Benyettou

#### Cinéma
- Louise-Michel, film de Gustave Kervern et Benoît Delépine (2008) [rôle du vigile]
- L'Enquête, film de Vincent Garenq (2015) [film retraçant l'enquête sur l'affaire Clearstream menée par Denis Robert, incarné ici par Gilles Lellouche]
- Cavanna : Jusqu'à l'ultime seconde, j'écrirai (2015) [film réalisé pour le cinéma avec sa fille Nina Robert][65]
- La (Très) Grande Évasion réalisé par Yannick Kergoat (2022) [co-scénariste].

### Musique
- Voleurs de poules, pilleurs de foule, 2007, par DR et les Luxembourgeois.

## Divers

### Le Système Ben octobre 2021
Parmi les audiences importantes de Blast, plusieurs vidéos qui ont dépassé le million de vues, dont l'enquête L'affaire Kohler, le scandale qui menace Macron, premier épisode d'une série produite par Off-investigation, société créée par Jean-Baptiste Rivoire, ex-rédacteur en chef adjoint de l'émission Spécial Investigation sur Canal+, consacré aux liens entre le secrétaire général de l'Élysée Alexis Kohler et la société Mediterranean Shipping Company (MSC), numéro 2 mondial du fret maritime. Refusée par toutes les grandes chaines de télévision (TF1, France Télévisions, Canal+, Arte, M6), elle est diffusée par la chaîne Youtube Blast. Sans être dans les plus visionnés sur YouTube, elle réalise un bon démarrage pour un format investigation en dépassant en quelques jours le million de vues.
Les questions de censure et de liberté d'expression, chères à Denis Robert qui a dû faire face à de nombreuses « procédures baillons » face à Clearstream sont au même moment évoquées dans Le Système B, un documentaire français créé par l'ONG Reporters sans frontières et diffusé en octobre 2021, qui fut médiatisé car il a appelé « l'État, le CSA, l'Autorité de la concurrence et le législateur à intervenir » et dénoncé des « pratiques qui représentent un véritable danger pour la liberté de la presse, mais aussi pour la démocratie » et alerté contre la censure répétée d'enquêtes dans différents médias du groupe industriel et de services de Vincent Bolloré,,,,,,,, mais visant aussi d'autres médias, par un usage massif des poursuites judiciaires, afin de décourager au maximum les enquêtes sur « ses activités africaines », qui « représentent un tiers du chiffre d'affaires » du groupe Bolloré.